# Ulla Thorbjørn Hansen
Ulla Thorbjørn Hansen (* 14. Januar 1966 in Birkerød) ist eine dänische lutherische Geistliche. Seit 2022 amtiert sie als Bischöfin des  Bistums Roskilde in der Dänischen Volkskirche.

## Leben
Nach dem 1985 am Aalborghus Statsgymnasium in Aalborg abgelegten Abitur machte Thorbjørn Hansen erst eine Ausbildung bei Den Danske Bank, bevor sie 1990 an der Universität Kopenhagen mit dem Studium der Evangelischen Theologie begann. Nach dem Examen 1996 versah sie Gemeindepfarrstellen auf Schloss Frederiksborg und in Birkerød und wurde 1998 Pfarrerin in Glostrup. Von 1999 bis 2017 war sie auch nebenamtliche Militärseelsorgerin. 2008 wechselte sie als Pfarrerin an den Dom zu Roskilde, 2017 als Pröpstin nach Slagelse. Sie wurde 2022 als erste Frau in diesem Amt zur Bischöfin von Roskilde gewählt und am 4. September in ihr Amt eingeführt.
In ihrer Jugend war Thorbjørn Hansen Leistungssportlerin. Sie gewann mehrere nationale Meistertitel im Rückenschwimmen und war Mitglied der Juniorennationalmannschaft. Sie hat eine Zusatzausbildung in Notfallseelsorge und unterrichtete dieses Fach bis 2022 nebenamtlich an der Københavns Professionshøjskole.